# Brett Lindros
Brett Alexander Blake Lindros (né le 2 décembre 1975 à London, dans la province de l'Ontario au Canada) est un joueur professionnel canadien de hockey sur glace.

## Carrière de joueur
Joueur prolifique au niveau junior, il fut sélectionné comme son frère, Eric Lindros, en première ronde du repêchage de la Ligue nationale de hockey en 1994. Après trois saisons avec son club junior, les Frontenacs de Kingston, et quelques parties avec l'équipe nationale canadienne, il se joignit aux Islanders de New York au cours de la saison 1994-1995.
Lors de la saison suivante, il ne joua que 18 parties étant victime une nouvelle fois d'une commotion cérébrale le 2 novembre 1995. À la suite de cette blessure, il annonça prématurément sa retraite du hockey le 1er mai 1996. Depuis ce temps, il travaille à la télévision lors de divers programmes de hockey.

## Statistiques de carrière
| Saison     | Équipe                      | Ligue      |    | Saison régulière | Saison régulière | Saison régulière | Saison régulière | Saison régulière |   | Séries éliminatoires | Séries éliminatoires | Séries éliminatoires | Séries éliminatoires | Séries éliminatoires |
| Saison     | Équipe                      | Ligue      | PJ | B                | A                | Pts              | Pun              | PJ               | B | A                    | Pts                  | Pun                  |                      |                      |
| 1991-1992  | Buzzers de St. Michael's    | LCCH       | 34 | 21               | 21               | 42               | 210              | 6                | 5 | 5                    | 10                   | 63                   |                      |                      |
| 1992-1993  | Frontenacs de Kingston      | LHO        | 31 | 11               | 11               | 22               | 162              | -                | - | -                    | -                    | -                    |                      |                      |
| 1992-1993  | équipe nationale canadienne | Intl.      | 11 | 1                | 6                | 7                | 33               | -                | - | -                    | -                    | -                    |                      |                      |
| 1993-1994  | équipe nationale canadienne | Intl.      | 44 | 7                | 7                | 14               | 118              | -                | - | -                    | -                    | -                    |                      |                      |
| 1993-1994  | Frontenacs de Kingston      | LHO        | 15 | 4                | 6                | 10               | 94               | 3                | 0 | 0                    | 0                    | 18                   |                      |                      |
| 1994-1995  | Frontenacs de Kingston      | LHO        | 26 | 24               | 23               | 47               | 63               | -                | - | -                    | -                    | -                    |                      |                      |
| 1994-1995  | Islanders de New York       | LNH        | 33 | 1                | 3                | 4                | 100              | -                | - | -                    | -                    | -                    |                      |                      |
| 1995-1996  | Islanders de New York       | LNH        | 18 | 1                | 2                | 3                | 47               | -                | - | -                    | -                    | -                    |                      |                      |
| Totaux LNH | Totaux LNH                  | Totaux LNH | 51 | 2                | 5                | 7                | 147              | -                | - | -                    | -                    | -                    |                      |                      |

## Parenté dans le sport
- Frère du joueur Eric Lindros.